# Cruzada 94
La Cruzada 94 fue un sector político del Partido Colorado (Uruguay), fundada por Pablo Millor. 

## Historia
Luego del retorno a la democracia en 1985, el diputado de la Unión Colorada y Batllista Pablo Millor, exintegrante del Consejo de Estado de la dictadura cívico-militar, se perfiló como uno de los más destacados portavoces de la derecha política. En 1989 es nombrado candidato a vicepresidente, acompañando al líder del sector Jorge Pacheco Areco. Millor es autorizado a encabezar su propia lista al Senado, y así nace la Cruzada 94, identificada con la lista del mismo número. 
En las elecciones de noviembre de 1989, su votación prácticamente asciende a la mitad de los votos del pachequismo; obtienen dos senadores, Millor y Dante Irurtia, y siete diputados, entre los que se destacan Daniel García Pintos y Diana Saravia Olmos. Cuando en 1990 Pacheco decide darle su apoyo a la presidencia de Luis Alberto Lacalle en el acuerdo conocido como "Coincidencia Nacional", la Cruzada 94 rompe con el pachequismo y se perfila como una oposición de derecha populista.
En las elecciones de 1994 deciden acompañar a Julio María Sanguinetti, y prácticamente repiten la votación; obtienen además la Intendencia de Rivera con Walter Riesgo.
En 1999 Millor se proclama precandidato a la Presidencia; pero pronto declina su precandidatura para apoyar a Luis Hierro López. Si bien este es derrotado en la interna por Jorge Batlle, Millor igual integra la lista al Senado del Foro Batllista, resultando electo para un tercer periodo senatorial. 
En las elecciones internas de 2004, la imagen de Millor aparece desdibujada, y ya no concita la atención del electorado, obteniendo una magra votación.